# Xutang (socken i Kina, Sichuan)
Xutang (kinesiska: 徐塘乡, 徐塘) är en socken i Kina. Den ligger i provinsen Sichuan, i den sydvästra delen av landet, omkring 190 kilometer norr om provinshuvudstaden Chengdu.
Genomsnittlig årsnederbörd är 1 162 millimeter. Den regnigaste månaden är juli, med i genomsnitt 342 mm nederbörd, och den torraste är december, med 2 mm nederbörd.